# Amphiascus tenuiremis
Amphiascus tenuiremis är en kräftdjursart som först beskrevs av Brady och D. Robertson 1875. Enligt Catalogue of Life ingår Amphiascus tenuiremis i släktet Amphiascus och familjen Diosaccidae, men enligt Dyntaxa är tillhörigheten istället släktet Amphiascus och familjen Miraciidae. Arten är reproducerande i Sverige. Inga underarter finns listade i Catalogue of Life.